# Дело о преступлениях батальона «Торнадо»
Дело о преступлениях батальона «Торнадо» — уголовное дело, открытое в связи с многочисленными тяжкими преступлениями, совершёнными личным составом украинского добровольческого батальона «Торнадо» в ходе войны в Донбассе.
По заявлению военной прокуратуры Украины, бойцы батальона практиковали бессудные убийства, пытки и изнасилования по отношению к гражданскому населению. Расследование получило большой общественный и политический резонанс, суд подвергался сильному давлению со стороны представителей украинского добровольческого движения.
В конце концов некоторые добровольцы из батальона «Торнадо» были признаны виновными по уголовным статьям (похищения людей, сексуальное насилие и т. п.).

## Предыстория
Украинский добровольческий батальон «Торнадо» был создан на основе расформированного за мародёрство батальона «Шахтёрск». До своего роспуска бойцы батальона «Шахтёрск» принимали участие в боях в районе Мариуполя, Марьинки, Песок, отличившись целым рядом преступлений и одиозных заявлений. Например, в отчёте украинской правозащитной организации «Украинский хельсинкский союз по правам человека» описан эпизод незаконного похищения бойцами «Шахтёрска» нескольких жителей Марьинки, которых сначала использовали как живые щиты для прикрытия от снайперского огня. Затем, их некоторое время содержали с пластиковыми мешками на головах, подвергали избиениям и заставляли выполнять грязную и тяжёлую работу.
16 октября 2014 года министр МВД А. Аваков распорядился расформировать «Шахтёрск» из-за частых случаев мародёрства, а бывший председатель Службы внешней разведки генерал Н. Маломуж подтвердил наличие в батальоне серьёзных проблем с дисциплиной, которые препятствуют установлению нормальных отношений с местным населением. После расформирования часть личного состава «Шахтёрска» оказалась в роте МВД «Торнадо».
Уже 2 ноября 2014 года шестеро бойцов «Торнадо» были задержаны в Киеве Службой безопасности Украины с целым арсеналом оружия, который, со слов представителей СБУ планировалось использовать для рейдерских действий. Затем в печати получил огласку конфликт бойцов «Торнадо» с главой запорожской администрации Александром Сином, которого они обвинили в содействии сепаратизму. После этого батальон Торнадо был переведён в Луганскую область в зону проведения АТО.

## Хронология событий

### Первые обвинения
В середине июня 2015 года председатель Луганской администрации Г. Москаль обвинил бойцов «Торнадо» в блокировании грузоперевозок по железной дороге и потребовал от украинских силовых органов разоружить батальон. Представители батальона заявили, что они остановили всего один поезд, следовавший из Алчевска в Днепропетровск, который, по их словам, вёз контрабандный чугун.
17 июня 2015 года были задержаны восемь бойцов «Торнадо» и их командир Онищенко (настоящее имя Руслан Ильич Абальмаз). Впоследствии на свободу были отпущены двое из восьми задержанных. Затем были задержаны ещё четверо бойцов.
После вскрытия многочисленных фактов насилия и убийств Аваков подписал приказ о расформировании роты «Торнадо». Бойцы «Торнадо» расформировываться отказались, заняли круговую оборону, заминировали периметр своей базы, установили автоматические гранатомёты, организовали шесть снайперских пар и подготовили к подрыву автомобиль при въезде. На какое-то время ситуация обострилась до предела, но полноценных боевых действий удалось избежать и батальон был переведён из Луганской области в Донецкую на расформирование.
Главный военный прокурор Украины Анатолий Матиос сообщил, что каждый четвёртый боец «Торнадо» имел судимость.

### Ход следствия
19 июня 2015 года следствие начало проводить экспертизу скандальных видеозаписей, изъятых у бойцов «Торнадо». В сентябре 2015 года украинская военная прокуратура объявила о завершении досудебного расследования по отношению к бойцам «Торнадо» и об инкриминировании им сразу семи статей уголовного кодекса (создание преступной организации, незаконное лишение свободы, похищения людей, пытки, «насильственное удовлетворение половой страсти неестественным способом» и т. п.). Бойцы батальона «Торнадо» заявляли, что тем временем в зоне АТО продолжается контрабанда и их это не устраивает. По причине закрытого судебного процесса ими была объявлена голодовка.

### Выявленные места пыток
- Станица Луганская — здание железнодорожной больницы[13].

### Суд
2 августа 2016 года в Оболонском райсуде Киева началось рассмотрение дела расформированной спецроты «Торнадо». Под зданием суда собрались сторонники подсудимых, которые требовали пустить их на заседание, проходившее в закрытом режиме. Активисты перелезли через ограду суда, бросали в правоохранителей пакеты с мукой, файеры, дымовые шашки, а также шины. В результате отравления газом пострадали 12 сотрудников полиции и 15 военнослужащих Национальной гвардии. Во время слушаний в суде Анатолий Пламадяла обливал прокуроров из принесенных под одеждой бутылок зловонной субстанцией, похожей на фекалии, чтобы сорвать допрос потерпевших.
Как сообщили в полиции: «Следственным отделом Оболонского управления полиции сведения внесены в единый реестр досудебных расследований по двум статьям Уголовного кодекса Украины: статье 293 (групповое нарушение общественного порядка), части третьей статьи 342 (сопротивление представителю власти, работнику правоохранительного органа, государственному исполнителю, члену общественного формирования по охране общественного порядка и государственной границы или военнослужащему)».
4 августа 2016 года из-за невозможности доставить в зал подозреваемых заседание Оболонского суда Киева по делу бойцов батальона «Торнадо» было перенесено на 9 августа. Политический эксперт Сергей Быков в эфире радиостанции «Голос Столицы» сказал: «Я считаю, что украинские правоохранители должны сделать все, чтобы не допустить впредь подобных акций протеста. Вполне возможно, что даже силовым путем, поскольку в правовом государстве должна быть абсолютная монополия на власть со стороны государства. Обычно монополия на насилие со стороны государства».
7 августа 2016 года Черновол обвинила батальон «Торнадо» в смерти мужа.

### Приговор
Рассмотрение объёмного дела из 80 томов, в котором участвовали 111 свидетелей и 13 потерпевших, продолжалось почти 2 года.
7 апреля 2017 года Оболонский районный суд Киева вынес обвинительный приговор в отношении 12 бойцов расформированного батальона «Торнадо». Экс-командир роты Руслан Онищенко получил 11 лет тюрьмы, его заместитель Николай Цукур — 9 лет, гражданин Беларуси Даниил Ляшук — 10 лет, Илья Холод — 9,5 лет. Экс-бойцы Борис Гульчук, Максим Глебов, Никита Куст получили по 9 лет тюрьмы каждый, Анатолий Пламадяла — 8 лет лишения свободы. Юрий Шевченко, Роман Иваш, Андрей Демчук и Никита Свиридовский были приговорены к 5 годам лишения свободы с испытательным сроком в 3 и 2 года.
Поскольку обвиняемый Шевченко признал вину, распространялась информация, что его сообщники сломали ему ногу в СИЗО, однако те утверждали, что тот просто поскользнулся на мокрой лестнице. С каждого из осуждённых взыскано 7 750 гривен судебных расходов, все они были лишены милицейских званий.

### Беспорядки в СИЗО
9 августа 2017 года осужденные экс-бойцы роты МВД «Торнадо» устроили бунт в Лукьяновском СИЗО, отказываясь подчиниться правоохранителям, явившимся с проверкой в камеру, где торнадовцы подвергали террору других заключённых, вымогая у них деньги и продукты. В их камере были найдены верёвки, крюки и другие приспособления для побега.
Следствием по этому делу было установлено, что «организованная группа из числа заключенных бывших сотрудников роты „Торнадо“, при пособничестве работников ГУ „Киевский следственный изолятор“, совершала тяжкие и особо тяжкие преступления, что выразилось в совершении массовых беспорядков, которые сопровождались поджогами, захватом зданий, сопротивлением представителям власти с применением оружия и других предметов, используемых в качестве оружия; в оказании сопротивления работникам правоохранительных органов в ходе выполнения ими служебных обязанностей; в совершении угроз убийством, насилием в отношении работников правоохранительных органов в связи с выполнением этими работниками служебных обязанностей, а также в хранении взрывных устройств без предусмотренного законом разрешения».
По результатам досудебного расследования экс-командир роты «Торнадо» Онищенко и 3 его бывшие бойца подозревались в совершении преступлений, предусмотренных ст. 294, часть 1 Уголовного кодекса Украины (массовые беспорядки), ст. 342, ч. 2 (сопротивление работнику правоохранительного органа), ст. 345, ч. 4 (угроза или насилие в отношении работника правоохранительного органа), ст. 348 (посягательство на жизнь работника правоохранительного органа), ст. 263, ч. 1 (незаконное обращение с оружием). Ещё 4 соучастника бунта подозревались в нарушении статей, предусматривающих ответственность за массовые беспорядки и сопротивление работнику правоохранительного органа.

## Характер противоправной деятельности
Задержанных били по ягодицам и гениталиям руками, ногами, пластмассовыми трубами и другими предметами; также для пыток задействовался некий аппарат, похожий на электрогенератор. Для этого истязаемых сначала лишали одежды, ставили на бетонный пол, затем обливали водой и после этого прикасались оголёнными контактами к различным частям тела (мошонке, половому члену, вискам и т. п.), что причиняло узникам сильные страдания.
Один из «торнадовцев» под угрозой убийства заставил задержанного сосать и облизывать пластиковую трубку, имитируя физиологические особенности орального полового акта. Другого принудили к подобным действиям под угрозой электрошокера. Многих узников заставляли насиловать друг друга анальным и оральным способами, записывая эти сцены на видео.

## Резонанс
Как заявил главный военный прокурор Украины Анатолий Матиос, бандиты из «Торнадо» проводили пытки в особо извращенных виде и форме. К примеру, насиловали мужчину, которого приковали к спортивному снаряду в украинской школе в г. Перевальск и осуществили изнасилование неестественным способом, после чего его убили.
Черновол добавила, что нардеп Семен Семенченко знает о всех кошмарах и все равно поддерживает подозреваемых. Ранее Семенченко в эфире «ГС» выразил недоумение, на каком основании задержаны бойцы «Торнадо». Также Семенченко добавил, что забрасывание шинами и камнями — это не давление на суд.
Главный военный прокурор Анатолий Матиос в связи с делом «Торнадо» решил подать в отставку в сентябре.
«Каратели украинского батальона „Торнадо“ должны пойти под трибунал за насильственные действия в отношении несовершеннолетних детей» — заявил заместитель командующего оперативным командованием «Донецк» Эдуард Басурин.
«Суд над бойцами националистического батальона „Торнадо“ — это суд над преступниками, а не над патриотами», — заявил заместитель министра по вопросам АТО Георгий Тука.
«Суд над бойцами батальона… бросает тень на все добровольческое движение, которое олицетворяет собой тот самый подъем патриотизма в стране, и это очень болезненный факт. С одной стороны, именно добробаты собственной кровью скрепили разваливающуюся страну, отправившись воевать в зону АТО с началом вооруженного конфликта на востоке Украины в марте 2014 года. Бойцы-добровольцы пользуются непререкаемым авторитетом в обществе, они — герои новейшей истории Украины. „Торнадо“ тоже принимал участие во многих кровопролитных боях. И теперь многим кажется, что власти судят защитников украинской государственности, это вызывает сильный протест в обществе. С другой стороны, бойцы добровольческой роты „Торнадо“ держали в страхе целую область, мучили, пытали, насиловали местных жителей — и подобное сложно списать на войну», — отмечал Центр гражданских свобод.
В 2017 году организация «Украинский хельсинкский союз по правам человека» выразила обеспокоенность тенденцией оправдывать тяжкие преступления украинских формирований состоянием войны. Так, осужденные «Торнадо» оправдывали свои преступления тем, что их жертвами были только «сепаратисты».

## Отбывание наказания и последующие события
Основная часть обвиняемых по делу содержалась в СИЗО с 2015 года, когда действовал «закон Савченко», позволявший засчитывать один день предварительного заключения за два дня отбывания наказания. Поэтому назначенные Оболонским судом сроки наказания Куст, Гульчук, Глебов и Пламадяла отбыли в 2020 году, но продолжали оставаться под стражей по делу о беспорядках в СИЗО. В феврале-марте 2021 года в деле по беспорядкам в СИЗО им поменяли меру пресечения с содержания под стражей на домашний арест. 15 февраля были освобождены Анатолий Пламадяла и Борис Гульчук, после чего первый уехал в Кривой Рог, а второй — в Полтаву. 17 марта Шевченковский суд проявил снисхождение к Никите Кусту и Максиму Глебову, выпустив их под круглосуточный домашний арест. Куст отбыл в Боярку, Глебов остался в Киеве.
11 июля 2022 Шевченковский апелляционный районный суд отпустил на поруки экскомандира батальона «Торнадо» Руслана Онищенко. За него поручились диссидент советских времен, народный депутат Украины Степан Хмара и его жена Роксолана.
Как сообщает BBC, по состоянию на апрель 2023 года все «торнадовцы» на свободе. Из судебных постановлений известно, что по крайней мере трое освобождённых после начала полномасштабного вторжения России пошли воевать. Среди них был Даниил Ляшук, погибший на Бахмутском направлении 1 апреля 2023 года.